# Rubus madrensis
Rubus madrensis är en rosväxtart som beskrevs av Marcus Eugene Jones. Rubus madrensis ingår i släktet rubusar, och familjen rosväxter. Inga underarter finns listade i Catalogue of Life.